# Roszkowo (powiat wągrowiecki)
Roszkowo – wieś w Polsce położona w województwie wielkopolskim, w powiecie wągrowieckim, w gminie Skoki.

## Historia
W 1618 wieś należała do Mikołaja Latańskiego, a około 1773 do Mikołaja Radolińskiego. Następnym posiadaczem miejscowości był Wincenty Swiniarski, a po nim miejscowość odziedziczył Ignacy Swiniarski. Majątek miał wówczas jedenaście domów, 359 mieszkańców i 1542 hektarów. Po Swinarskim dobra przejął Konstanty Dziembowski (powstaniec styczniowy i poseł na Sejm Pruski). W 1884 we wsi działały: gorzelnia, cegielnia i wytwórnia serów. Hodowano tu też bydło holenderskie. W 1910 właścicielem był Czesław Dziembowski. W 1921 we wsi była torfiarnia, gorzelnia, cegielnia i suszarnia. Działała kolej folwarczna. Po Czesławie Dziembowskim gospodarzył we wsi do II wojny światowej jego syn, Stefan, który zamieszkiwał w Rakojadach. Po wojnie na bazie majątku utworzono Państwowe Gospodarstwo Rolne. Zarząd gospodarstwa wzniósł we wsi blok na 12 rodzin i trzy domy dwurodzinne. W latach 1975–1998 miejscowość należała administracyjnie do województwa poznańskiego. W grudniu 1999 ziemię po PGR wydzierżawiła osoba prywatna, Zenon Mazur.
Wieś należy do parafii w Lechlinie.

## Zabytki i osobliwości
Pałac zbudowany w 1844 i rozbudowany po 1860 o część piętrową z tarasem (projektantem rozbudowy był Stanisław Hebanowski). Przy dworze urządzono park krajobrazowy (połowa XIX wieku, powierzchnia 5 hektarów) rozplanowany na stokach doliny niewielkiego jeziora. Do zespołu dworskiego prowadzi stara aleja kasztanowców.